# Silke Olthoff
Silke Olthoff ist eine deutsche Filmeditorin, die Dokumentarfilme, Spielfilme und Fernsehreportagen schneidet.

## Leben und Werk
Nach einem geisteswissenschaftlichen Studium in Bochum und London wendete Silke Olthoff sich der Arbeit im Schneideraum zu und schnitt zunächst Kurzfilme und Fernsehproduktionen.
Unter anderem montierte sie zwei Filme des Regisseurs Marvin Kren. Für ihre Arbeit an Krens Kurzfilm Schautag wurde sie 2009 mit dem Deutschen Kamerapreis in der Kategorie Schnitt ausgezeichnet. Auch bei Krens Langfilmdebüt Rammbock übernahm sie die Montage. Dieser erhielt 2010 auf dem Filmfestival Max Ophüls Preis in Saarbrücken den Publikumspreis als „Bester mittellanger Film“. Anschließend war der Film auf der Diagonale in Graz zu sehen, bei der er zwei lobende Erwähnungen erhielt, darunter eine für den besten Schnitt. Rammbock war der Eröffnungsfilm auf dem Achtung Berlin Filmfestival 2010, wo er als bester Spielfilm ausgezeichnet wurde, und lief außerdem auf dem Fünf Seen Filmfestival und dem 63. Festival del film Locarno.
Anschließend schnitt Olthoff den Kinofilm 45 Minuten bis Ramallah des deutsch-iranischen Filmregisseurs Ali Samadi Ahadi, der bei den Biberacher Filmfestspielen 2013 den Publikumspreis und den Goldenen Biber als bester Film erhielt.
Mehrere Dokumentarfilme schnitt Olthoff für den Journalisten und Fernsehautoren Stephan Lamby, darunter 2018 Nervöse Republik – Ein Jahr Deutschland, der unter anderem mit dem Deutschen Fernsehpreis als beste Dokumentation ausgezeichnet wurde.
Außerdem schnitt sie den Kinofilm Goliath96 von Regisseur Marcus Richardt, der 2019 auf dem Filmfestival Max Ophüls Preis zu sehen war, sowie die Kurzfilme Mit im Bund und Kippa von Lukas Nathrath. Letzterer wurde mit dem Studio Hamburg Nachwuchspreis als bester Kurzfilm und dem Europäischen Civis Medienpreis 2019 als bester Nachwuchsfilm ausgezeichnet.
2019 montierte Olthoff den Kinofilm Schlaf des Regisseurs Michael Venus, der in der Sektion Perspektive Deutsches Kino der Berlinale 2020 Premiere hatte und auf dem Chicago International Film Festival in die New Directors Competition eingeladen wurde. Für Schlaf wurde Olthoff in der Kategorie "Beste Montage" für den Preis der deutschen Filmkritik nominiert.
Eine erneute Nominierung für den Preis der deutschen Filmkritik erhielt Olthoff 2024 für Lukas Nathraths Kinodebütfilm Letzter Abend (2023). Der Film gewann unter anderem beim Locarno Film Festival den First Look Award und den Max Ophüls Preis für die Beste Regie und feierte im Wettbewerb des Internationalen Filmfestivals Rotterdam Premiere.
Silke Olthoff lebt in Hamburg.

## Filmografie
- 2002: Zweikampf (Fernsehfilm)
- 2007: Trio (Kurzfilm)
- 2008: Schautag (Kurzfilm)
- 2009: Rammbock
- 2011: Emilie Richards: Sehnsucht nach Sandy Bay (Fernsehreihe)
- 2012: 45 Minuten bis Ramallah
- 2016: Nervöse Republik – Ein Jahr Deutschland
- 2017: Das Duell – Merkel gegen Schulz
- 2018: Goliath96
- 2018: Brüder Kühn – Zwei Musiker spielen sich frei
- 2018: Mit im Bund (Kurzfilm)
- 2019: Kippa (Kurzfilm)
- 2020: Schlaf
- 2023: Letzter Abend